# (10216) Popastro
(10216) Popastro (1997 SN3) – planetoida z pasa głównego asteroid okrążająca Słońce w ciągu 4,58 lat w średniej odległości 2,76 j.a. Odkryta 22 września 1997 roku.